# Маручелли, Франческо

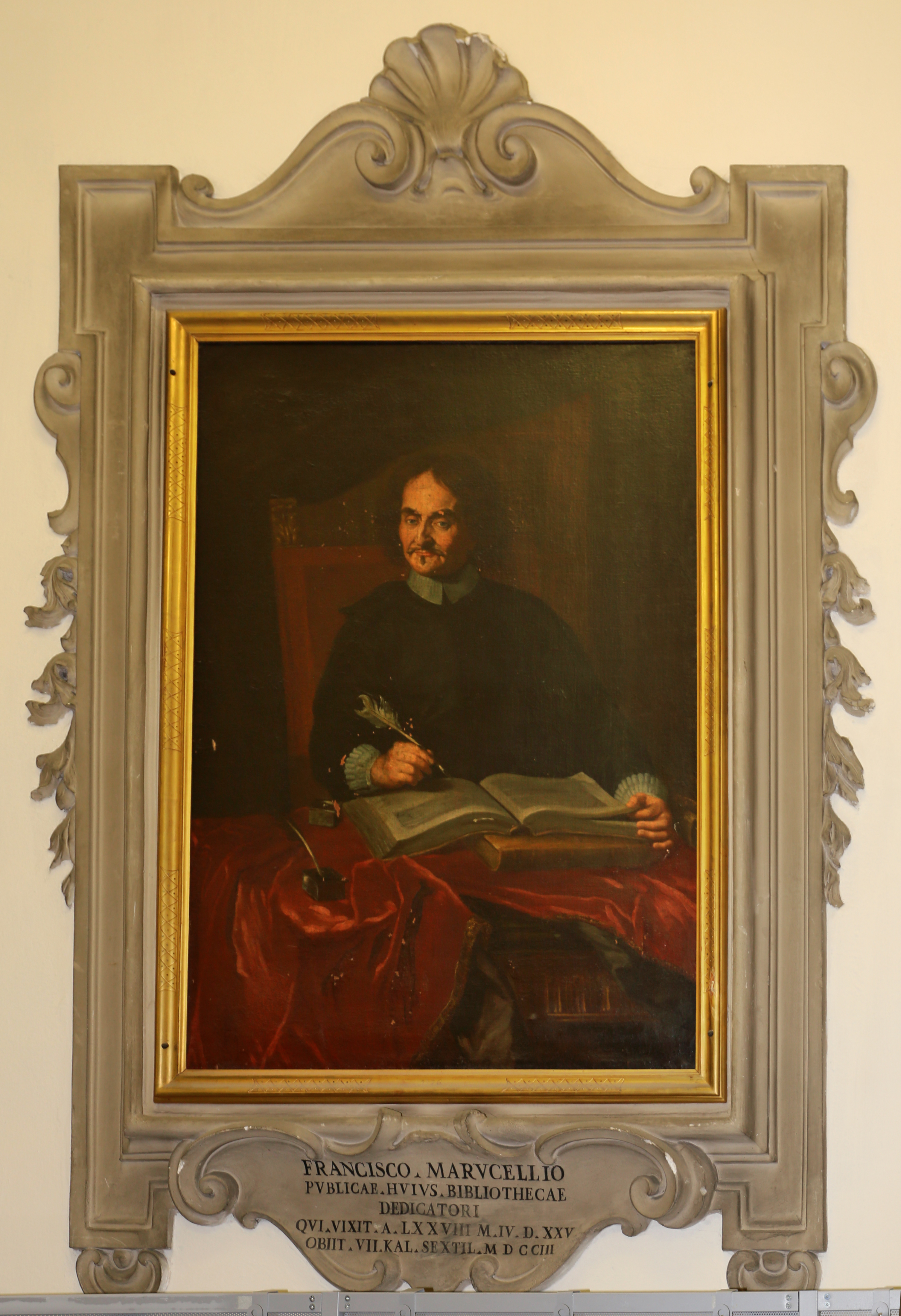
Давиде Канонике. Портрет аббата Маручелли, хранящийся в библиотеке его имени

Франче́ско Маруче́лли (итал. Francesco Marucelli, 1 марта 1625, Флоренция — 26 июля 1703, Рим) — итальянский библиофил и библиограф, церковный деятель. Наиболее известен попыткой создания универсальной библиографии Mare magnum, в 111 томах которой учёл 972 тысячи названий. На средства, оставленные им, в 1752 году во Флоренции была открыта публичная библиотека, с 1869 года принадлежащая итальянскому государству.

## Биография
Семейство Маручелли известно во Флоренции с XV века и было тесно связано с Медичи. Занимаясь торговлей зерном, шёлком и банковским делом, они составили большое состояние; дед и отец Франческо имели классическое образование. Для него с детства была уготована церковная карьера, с ранних лет он изучал латинский, греческий и древнееврейский языки, далее изучил французский и испанский. С 1643 года вступил в Университет Пизы, в 1647 году удостоен степени доктора гражданского и канонического права. После получения степени переехал в Рим, где благодаря протекции кардинала Джироламо Фарнезе проявил себя как деятельный юрист на службе Курии, также получил известность как библиофил (с ним консультировался кардинал Э. Альтьери, будущий папа Климент X). От дяди Джулиано получил в управление два монастыря в Калабрии, и был удостоен аббатского сана. При папе Александре VIII отказался от аббатства, как из-за поглощённости научными занятиями, так и из-за тяжбы с испанскими властями относительно прав на монастыри. Отказавшись от поста нунция в Брюсселе, а затем в Кёльне, Франческо Маручелли стал вести жизнь учёного-антиквара и коллекционера.
С 1691 года состоял членом Аркадийской академии. Скончался в Риме и был погребён в родовой часовне.

## Коллекция и библиотека
Поселившись на виа де Кондотти в Риме, Маручелли купил несколько окрестных домов, чтобы вместить библиотеку и картинную галерею; современники упоминали, что он особенно интересовался античной литературой, главным образом, исторического содержания. В его собрании было 6000 редких рукописей и инкунабул; со временем увлечение переросло в создание универсальной библиотеки по всем отраслям культуры и составление библиографии всех книг на языках известного ему мира. Коллекционируя живопись, он отдавал предпочтение художникам — своим современникам, сюжеты были самые разнообразные: религиозные, пейзажи, натюрморты, марины, и т. д. После смерти Маручелли в описи его имущества было учтено 323 картины, но имена авторов 250 из них не упоминались.

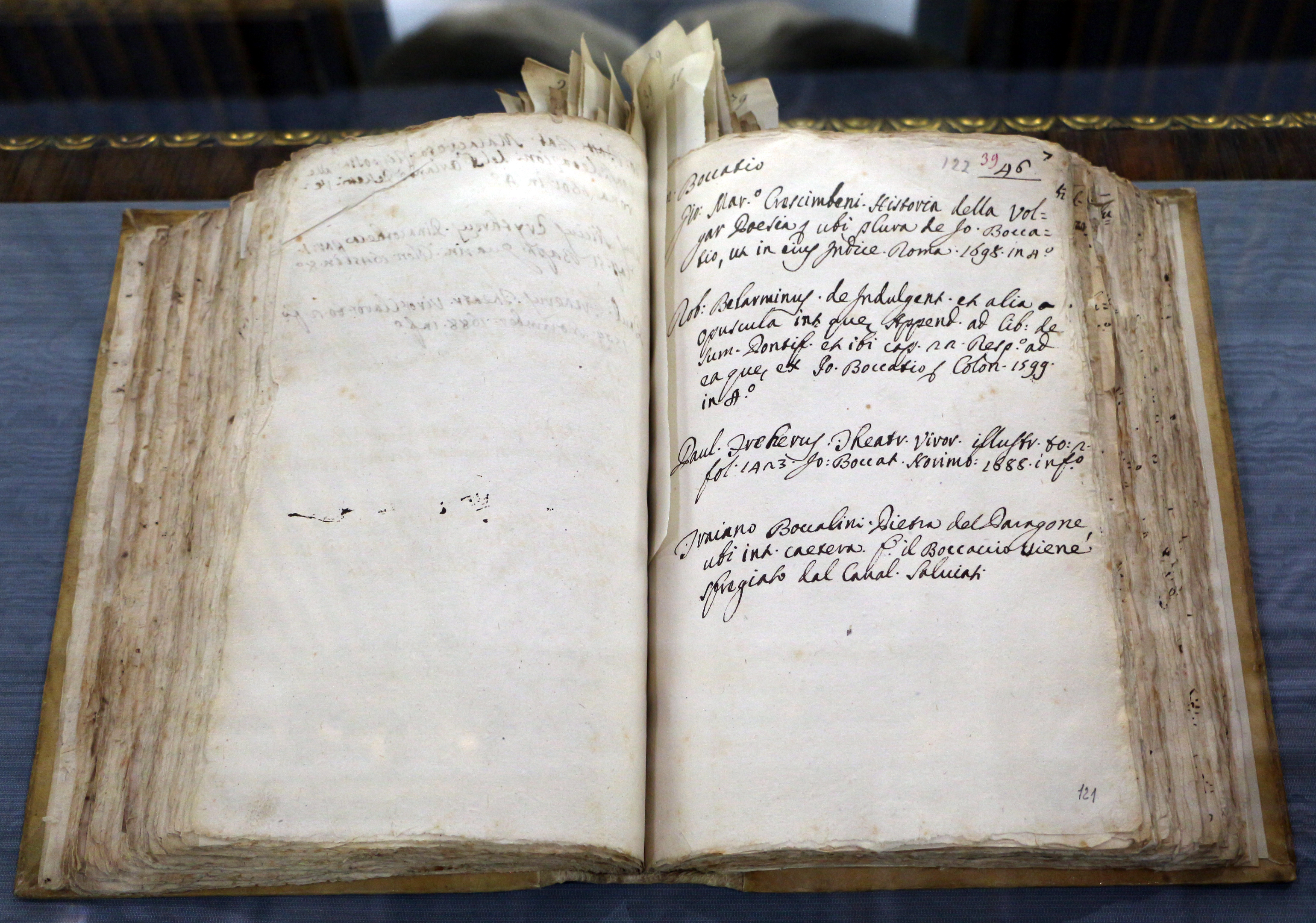
Mare magnum omnium materiarum. 1701

Как библиофил и библиограф, Маручелли сделал первые переводы Пиндара на латинский язык, составил несколько сборников изречений и антологию итальянской поэзии, биографии 30 художников, представленных в его картинной галерее. Практически всё это осталось в рукописном виде. Главный труд жизни — универсальная библиография Mare magnum omnium materiarum («Великое море [книг] по всяким материям»), работу над которой он начал с 1670 года. К 1701 году, когда он обнародовал свой замысел, было закончено 15 томов. По завещанию, работу продолжили его племянник Алессандро Маручелли и библиотекарь Анджело Бандини (1726—1800), которые и завершили её на 111 томе. В библиографии, разделённой на 43 рубрики, учтено 972 000 заглавий книг 150 000 авторов.
В завещании, датированном 12 декабря 1702 года, Франческо Маручелли постановил на оставленные им средства основать публичную библиотеку во Флоренции. Душеприказчиком был назначен племянник Алессандро, который, составив большую сумму денег на операциях с недвижимостью, в 1747 году начал строительство библиотеки, открытой близ семейной резиденции в 1752 году. До 1800 года её возглавлял Бандини, сохранивший библиотеку и архив аббата. Род Маручелли прервался в 1783 году, последний из них завещал всё семейное собрание гравюр и книг в библиотеку Маручеллиана. После закрытия монашеских орденов, фонды ряда библиотек пополнили собрание Маручеллиана. В 1869 году она стала собственностью итальянского государства.
В 1888 году индекс Mare magnum был опубликован профессором Гвидо Бьяджи. В 2003 году — к 300-летию кончины автора — библиография была оцифрована и издана на DVD-дисках.

## Общая рубрикация Mare Magnum
Составлено по индексу Бьяджи.
| Тома    | Общее содержание                                                            |
| ------- | --------------------------------------------------------------------------- |
| 1—4     | Библия                                                                      |
| 5—10    | Литургия                                                                    |
| 11—21   | Теология                                                                    |
| 22      | Духовные ордена                                                             |
| 23      | Ереси и ересиархи                                                           |
| 24—37   | Право гражданское и уголовное                                               |
| 38—43   | Каноническое право                                                          |
| 44—47   | Философия                                                                   |
| 48—52   | Аскетика и мораль                                                           |
| 53—60   | Естественная история                                                        |
| 61—64   | Медицина                                                                    |
| 65—68   | Анатомия и хирургия                                                         |
| 69—71   | Математика                                                                  |
| 72      | Военное дело                                                                |
| 73      | Свободные искусства                                                         |
| 74      | Архитектура                                                                 |
| 75—78   | Изящная словесность                                                         |
| 79—81   | Риторика и грамматика                                                       |
| 82      | Биографии людей искусства                                                   |
| 83      | Биографии итальянцев                                                        |
| 84      | Биографии императоров                                                       |
| 85      | Биографии Римских Пап                                                       |
| 86      | Жития святых                                                                |
| 87      | Всеобщая история (в том числе дворянских родов Европы)                      |
| 88—89   | Азия                                                                        |
| 90      | Африка                                                                      |
| 91      | Греция                                                                      |
| 92      | Сардиния и Генуэзская республика                                            |
| 93      | Ломбардия                                                                   |
| 94      | Венецианская республика                                                     |
| 95      | Этрурия                                                                     |
| 96—97   | Папская область                                                             |
| 98—99   | Неаполь и Сицилия                                                           |
| 100     | Австрия, Венгрия, Чехия, Далмация, Словения                                 |
| 101     | Польша                                                                      |
| 102     | Пруссия, Ганновер, Россия, Швеция (а также Шпицберген и Гренландия), Турция |
| 103     | Рейнские области, Вестфалия, Мекленбург                                     |
| 104     | Бавария, Швейцария, Лотарингия, Саксония                                    |
| 105     | Дания, Англия, Шотландия                                                    |
| 106     | Бельгия                                                                     |
| 107—109 | Галлия                                                                      |
| 110     | Испания                                                                     |
| 111     | Португалия и Америка (включая Мексику, Перу, Бразилию, Флориду)             |